# Ядреная Слобода
Я́дреная Слобода́ (бел. Я́драная Слабада́
) — деревня в Долговском сельсовете Кличевского района Могилевской области.

## Население
- 1999 — 126 чел.
- 2010 — 76 чел.

### Расположение
В 55 км от Могилёва, в 5 км от железнодорожной станции Друть (железная дорога Могилев — Осиповичи).

### Водная система
Река Друть.

## История
Ядрёная Слобода входила в состав имения Закупленье, куда также входили деревни Закупленье, Новая Слободка, Должанка, а позднее и Брилёвка.
В 1831—1873 годах — водяная мельница на Друти. В составе прихода Троицкой церкви в селе Городище Быховского уезда.
В 1867 году — постоялый двор, который находился в аренде у Германа Фрейдланда, а несколько ранее — у еврея Боруха Кривулина.
В 1873 году — корчма.
В середине 1890-х гг. более десятка семей, купив землю, переехали в Могилевский уезд, основав деревню Березовка: Бутоменки, Войтенковы, Волбушки (Волбучкины), Гирулевы, Еловиковы, Есипенковы, Клепчуковы, Ковалёвы, Кушнеровы, Рыбаковы, Силковы, Солдатенки, Сыромолотовы.
В 1930-е — центр колхоза «Челюскинец».